# Diecezja Szirak
Diecezja Szirak – diecezja Apostolskiego Kościoła Ormiańskiego z siedzibą w Giumri w Armenii.
Biskupem diecezji jest Mikael Adżapahjan (2022).